# Shoegaze
Lo shoegaze (o anche shoegazing) è un sottogenere musicale dell'alternative rock, sviluppatosi nel Regno Unito alla fine degli anni ottanta.
Tra gli elementi identificativi, oltre a un significativo utilizzo di effetti (perlopiù distorsore e riverbero) per le chitarre spesso impegnate in riff monocorda (drone), vi è un forte senso melodico delle parti vocali, trattate come mero strumento supplementare e quasi "sognanti", tanto che il genere è in buona misura legato al dream pop. Grazie al muro di feedback prodotto dalle chitarre, il risultato è quasi assimilabile a certe produzioni di Phil Spector e ad una versione aggiornata e corretta (con l'utilizzo dell'elemento "rumore") del suo Wall of Sound.

## Etimologia
(Mark Gardener, frontman dei Ride)
La genesi del nome (che in inglese significa "fissare lo sguardo sulle scarpe") è attribuibile alla stampa musicale britannica, a partire da NME, che adottò questo termine per descrivere un atteggiamento introspettivo e quasi distaccato da parte dei musicisti di certe band evidenziato, durante le esibizioni dal vivo, dalla curiosa tendenza a muoversi poco sul palco e guardare in basso durante le esibizioni, come se si stessero guardando le scarpe.
Un comportamento che, in parte, era dovuto dall'esigenza di controllare gli effetti a pedale della chitarra e del basso, al cui uso massiccio si deve il particolare muro sonoro caratterizzante del genere.
Un'altra definizione della scena shoegaze fu quella coniata dal giornalista della rivista Melody Maker Steve Sutherland che nel 1990 la descrisse come The Scene That Celebrates Itself  (La Scena che celebra se stessa). Il termine focalizzava l'attenzione sul fatto che le band coinvolte sulla stessa scena, piuttosto che essere (come da tradizione) rivali tra loro, erano spesso viste partecipare le une ai concerti delle altre, oltre che impegnate a collaborare in progetti comuni.

## Storia

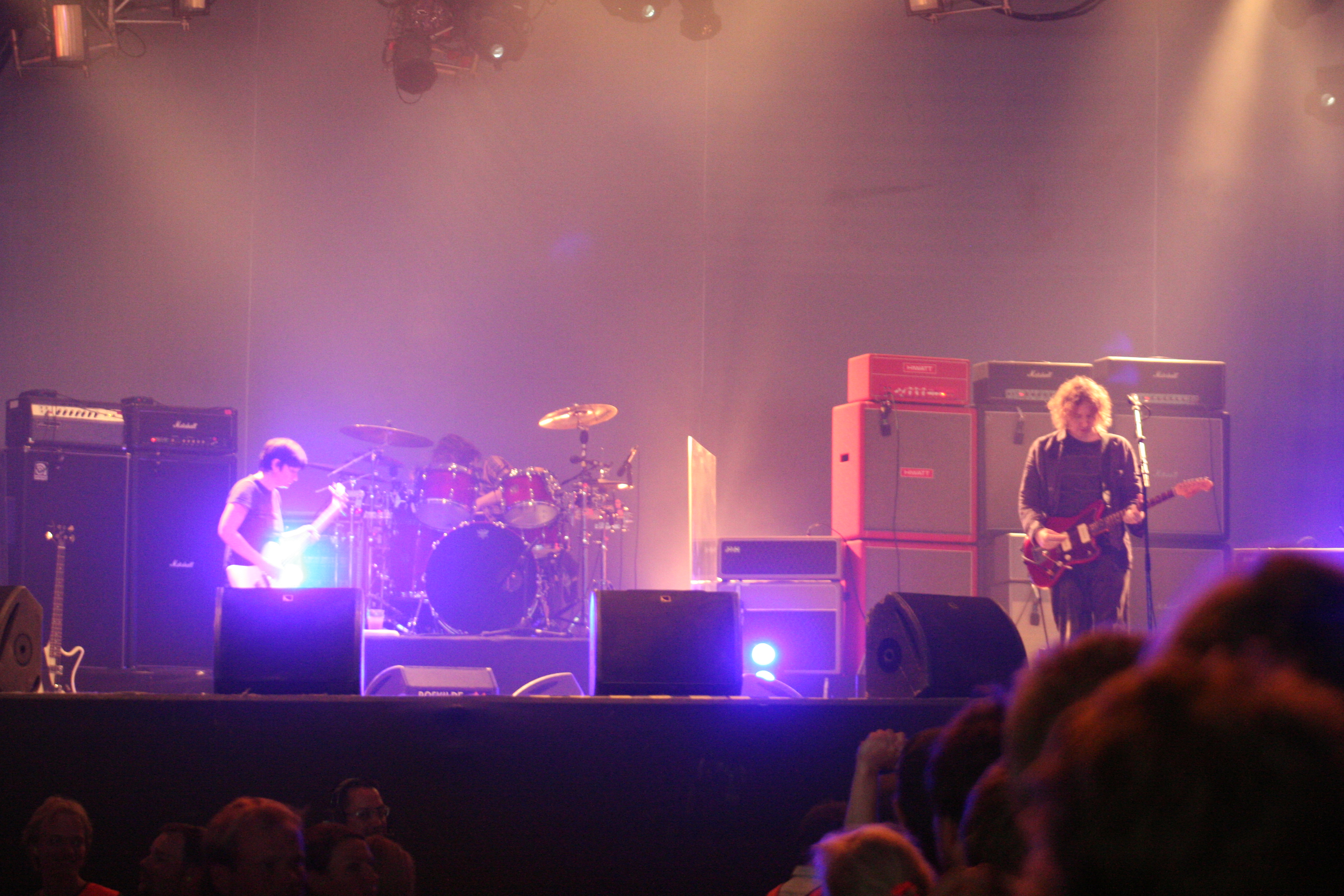
My Bloody Valentine in un'esibizione del 2008.

Precursori della scena shoegaze, a partire dalla metà degli anni '80, furono i Jesus and Mary Chain e i My Bloody Valentine, che per primi sperimentarono l'utilizzo straniante del feedback all'interno di strutture melodiche ben definite. Ispirati, i primi, da una certa tradizione garage rock degli anni sessanta e interessati, i secondi, ad una riscoperta del sound psichedelico di quello stesso decennio, entrambi i gruppi pagarono però un pesante debito creativo al lavoro dei Velvet Underground che, soprattutto col loro secondo album White Light/White Heat, riscrissero e allargarono i confini della canzone rock tradizionale. Altra band seminale furono i Cocteau Twins, che in quegli anni imboccarono una strada parallela fatta di melodie squisitamente pop immerse in paesaggi sonori sognanti e atmosfere rarefatte e suggestive, create da chitarre riverberate e voci eteree e che portò, più tardi, alla nascita del dream pop. Altre band meno note ma significative furono Spacemen 3, The Brian Jonestown Massacre e Mercury Rev.
Con loro sono state poste le basi per una scena, che annovererà gruppi come Ride, Lush, Chapterhouse, Slowdive, Telescopes, Curve, Spiritualized, Catherine Wheel, Moose, Pale Saints, Spacemen 3 e Loop. Questi ultimi influenzati da certe atmosfere krautrock anni settanta, inserirono un elemento di reiterazione nelle strutture dei brani che, in seguito, li portò ad emanciparsi dalla stessa scena. Fuori dal mondo anglosassone, la band argentina Soda Stereo pubblicò nel 1992 Dynamo, uno dei migliori esempi di shoegaze latinoamericano.
L'esperienza shoegaze trovò un nuovo sviluppo nei primi anni 2000, sia nella scena indietronica di gruppi come Broadcast, Lali Puna e The Postal Service, che in un certo filone del post-rock e di band quali Flying Saucer Attack, Third Eye Foundation, Hood e Autolux.
Verso la fine di questo decennio una nuova serie di band shoegaze, identificate appunto come Nu gaze, ha riportato in auge il genere, reinserendo gli elementi identificativi originari. Band come Amusement Parks on Fire, Deerhunter, The Horrors, The Pains of Being Pure at Heart, A Place to Bury Strangers, Ulrich Schnauss, Silversun Pickups, Van She salutati con entusiasmo da critici e riviste di settore e che, secondo un articolo del blog Oxford Student, propongono un genere di musica con "riff reiterati, voce tenue e un muro di rumore, creato da chitarre o synth".